# Tin Karamatić
Tin Karamatić (* 1. März 1993 in Zagreb) ist ein kroatischer Fußballspieler.

## Karriere

### Verein
Karamatić begann seine Karriere bei Dinamo Zagreb. Im Januar 2012 wechselte er zu Inter Zaprešić. Für Zaprešić kam er jedoch zu keinem Einsatz. Im September 2012 wechselte er nach Tschechien zu Slovan Liberec, wo er für die Reservemannschaft spielte. Liberec verließ er im Dezember 2012 wieder. Nach fast einem Jahr ohne Verein wechselte er im November 2013 nach Portugal zum SC Olhanense. Für Olhanense absolvierte er kein Spiel. Im Januar 2014 wechselte er nach Rumänien zum Zweitligisten FC Universitatea Craiova, der jedoch kurz darauf den Spielbetrieb einstellte, wodurch er auch für Craiova nicht zum Einsatz kam.
Zur Saison 2014/15 wechselte Karamatić in die Slowakei zum Zweitligisten ŠK Senec. Für Senec kam er zu acht Einsätzen in der zweiten Liga. Nach einem halben Jahr in der Slowakei wechselte er im Januar 2015 ein zweites Mal nach Portugal, diesmal zum Zweitligisten SC Farense. Für Farense absolvierte er fünf Spiele in der Segunda Liga. Nach der Saison 2014/15 verließ er die Portugiesen wieder. Im September 2015 wechselte er nach Bosnien und Herzegowina zum HŠK Zrinjski Mostar, für den er allerdings kein Spiel machte. Im Januar 2016 wechselte er nach Slowenien zum NK Zavrč. Für Zavrč kam er bis zum Ende der Saison 2015/16 zu neun Einsätzen in der 1. SNL. Nach Saisonende wurde dem Verein allerdings die Lizenz entzogen. Daraufhin wechselte er zur Saison 2016/17 zum Erstligaaufsteiger NK Radomlje. Im Dezember 2016 erzielte er bei einem 1:1-Remis gegen den ND Gorica sein erstes Tor als Profi und sein erstes Tor in der höchsten slowenischen Spielklasse. Mit Radomlje stieg er zu Saisonende als Tabellenletzter aus der 1. SNL ab, für den Verein absolvierte er 26 Ligaspiele.
Nach dem Abstieg blieb er in Slowenien und wechselte zur Saison 2017/18 zum Erstligaaufsteiger NK Ankaran. Für Ankaran kam er zu neun Einsätzen in der 1. SNL. Im Februar 2018 wechselte er ein zweites Mal nach Bosnien, diesmal zum NK Čelik Zenica. In einem Jahr bei Zenica kam er zu 29 Einsätzen in der Premijer Liga. Im Februar 2019 kehrte er nach Slowenien zurück und schloss sich dem NK Triglav Kranj an. Nach neun Einsätzen für Kranj verließ er den Verein im September 2019.
Nach elf Monaten ohne Verein wechselte Karamatić zur Saison 2020/21 zum österreichischen Zweitligisten SV Horn. Bei Horn konnte er sich jedoch nicht durchsetzen und kam nur zu vier Einsätzen in der 2. Liga. Nach einem halben Jahr verließ er die Niederösterreicher daraufhin im Januar 2021 wieder. Daraufhin kehrte er nach Kroatien zurück und schloss sich dem Zweitligisten NK Opatija an.

### Nationalmannschaft
Karamatić absolvierte im Februar 2010 gegen die Slowakei sein erstes und einziges Spiel für die kroatische U-17-Auswahl. Im August 2010 kam er zu zwei Einsätzen für die U-19-Mannschaft.